# Carles Bosch de la Trinxeria
Carles Bosch de la Trinxeria (Prats de Molló, 1831-La Junquera, 1897) fue un escritor y naturalista. Estuvo muy implicado en el ambiente cultural de Barcelona de la segunda mitad del siglo XIX, y fue también un relevante jugador de ajedrez aficionado.

## Biografía
Nació en el seno de la pequeña nobleza del Vallespir, estudió el bachillerato de artes y letras en Toulouse y ciencias en Barcelona. Se instaló en La Junquera para administrar sus tierras, que se encontraban a un lado y otro de la frontera franco-española, pero efectuó frecuentes viajes y excursiones.
Miembro del  Asociación Catalana de Excursiones Científicas y de la Asociación Catalana de Excursiones, sus primeros artículos (cuentos, descripciones, recuerdos, notas de erudición, etc.) Aparecieron, ya en su plena madurez, en los boletines de estas asociaciones y también en la revista La Renaixença. En 1887 publicó una recopilación de sus artículos con el título de Records d'un excursionista (Recuerdos de un excursionista), que tuvo un éxito inmediato y al que siguieron las recopilaciones de Pla i muntanya (1888), De ma collita (1890) y Tardanies (1892).
Sus obras se insertan en la corriente más conservadora de la Renaixença catalana, propugnando un retorno a las formas de vida del Antiguo Régimen. La intención costumbrista convive con una actitud idealista y sentimental propia del romanticismo, aunque en sus novelas L'hereu Noradell  (1889), Montalba (1891), L'hereu Subirà (1893) y Lena (1894) intentó superar el folklorismo.
Carles Bosch era también un entusiasta ajedrecista aficionado. En el período entre 1860 y 1870, era socio del Círculo de ajedrez del Café del Recreo, en la calle de Escudellers de Barcelona, junto con  José María Baquero Vidal. En el mismo periodo, junto con otros aficionados barceloneses como Hilarión Soler Alomá o Eusebio Riu Canal, constituyeron un Círculo de ajedrez, en el Café del Liceo de Barcelona, trasladado posteriormente al Café Cuyàs. Tal y como él mismo explica en una carta dirigida a Josep Tolosa i Carreras, en este círculo se componían problemas de ajedrez, se jugaban partidas a la ciega y se mantenía correspondencia con otros círculos de ajedrez europeos.